# 魔神转生系列
魔神转生是Atlus公司女神转生系列衍生的一个战略角色扮演游戏系列。这个游戏包含女神系列中包括恶魔，恶魔种族和魔鬼的召唤等游戏要素。玩家和评论者都认为画面与游戏玩法类似于任天堂的火焰之纹章系列。
魔神转生系列共有三个游戏及一个外传，而所有的游戏都未在日本以外发行。

## 魔神转生
《魔神转生》是由Atlus公司开发的超级任天堂战略角色扮演游戏平台，在1994年1月28日发售。2006年3月14日Windows版本由i-revo发售并提供下载。
游戏以战略角色扮演战斗为特点。战斗开始为自上而下的第三人稱視角，在进入实际战斗时则是第一人稱視角，类似于其他女神转生游戏。玩家可以招募怪物并使用他们战斗，但每次使用怪物都会消耗大量的钱（磁铁矿）。因此, 必须尽快结束战斗并有效利用怪物。玩家也可以把怪物融合成更强的怪物。在游戏场景中有恢复池可以治愈受伤的角色。魔神转生故事背景为现代的日本城市。